# Tetrataenium aquilegifolium
Tetrataenium aquilegifolium är en flockblommig växtart som först beskrevs av Charles Baron Clarke, och fick sitt nu gällande namn av Ida P. Mandenova. Tetrataenium aquilegifolium ingår i släktet Tetrataenium och familjen flockblommiga växter. Inga underarter finns listade i Catalogue of Life.